# Никольск (Житомирская область)
Никольск (укр. Микільськ) — село на Украине, основано в 1890 году, находится в Романовском районе Житомирской области.
Население по переписи 2001 года составляет 13 человек. Почтовый индекс — 13030. Телефонный код — 4146. Занимает площадь 23 км².

## Адрес местного совета
13016, Житомирская область, Романовский р-н, с.Годыха